# John Greenleaf Whittier
John Greenleaf Whittier, född 17 december 1807 i Haverhill, Massachusetts, död 7 september 1892 i Hampton Falls, New Hampshire, var en inflytelserik amerikansk kväkarpoet och ivrig abolitionist. Han räknas i författargruppen Fireside Poets från New England. Robert Burns var en viktig influens för honom. I sin tidiga produktion skrev Whittier även kortprosa och visade intresse för den lokala folktron i New England. Hans första episka dikt "Moll Pitcher" från början av 1830-talet handlar om en legendarisk synsk kvinna i Lynn.